# 91P/Russell
91P/Russell 3, komet Jupiterove obitelji.